# Oran Park Raceway
O Oran Park Raceway foi um autódromo localizado em Narellan, Nova Gales do Sul, Austrália com uma pista com 2,620 km. O circuito foi inaugurado em 1962, recebeu provas da Supercars Championship, e do Campeonato Mundial de Superbike, o circuito foi demolido em 2010 e a área utilizada para construção de casas.